# Entertainment Software Publishing
Entertainment Software Publishing, Inc. (株式会社エンターテインメント ソフトウェア パブリッシング?, Kabushiki gaisha Entāteinmento Sofutō~ea Paburisshingu) è stata un'azienda giapponese specializzata nella produzione di videogiochi, soprattutto sparatutto e RPG.
Venne fondata nel 1997 per distribuire i prodotti del Game Developers Network (GD-NET), un collettivo di società che comprendeva, tra le altre, Treasure e Game Arts. La sua nascita fu dettata dalle preoccupazioni degli sviluppatori più piccoli, che non avevano lo stesso sostegno finanziario delle aziende più grandi, mentre la produzione di titoli per console stava iniziando a crescere. Nella sua carriera, ESP distribuì prodotti realizzati da altre software house, ma riuscì comunque a realizzarne alcuni anche internamente.
Le console di riferimento furono il Sega Saturn e il Dreamcast. Quando entrambe caddero in disuso, la società iniziò a spostare le operazioni verso piattaforme come PlayStation 2, PlayStation Portable e Nintendo DS. Nel 2002 venne direttamente acquistata da Game Arts e divenne la sua divisione editoriale. Nel 2004, venne venduta a D3 Publisher, che aveva notato il suo curriculum e la trafila di titoli ben accolti dalla critica e dal pubblico, come Grandia, Radiant Silvergun e la serie Bangai-O. ESP si fuse con D3 Publisher e la sua società madre, D3 Inc., nel 2010.
Molti giochi pubblicati dalla società vendettero bene e furono classificati tra i migliori nei loro generi. In passato, ESP ha contribuito alla pubblicazione di diversi videogiochi online multiplayer di massa giapponesi e ha anche collaborato con altre società di giochi su vari progetti.